# Hrabstwo Morgan (Illinois)
Hrabstwo Morgan – hrabstwo w USA, w stanie Illinois, z liczbą ludności wynoszącą 36 616, według spisu z 2000 roku. Siedzibą administracji hrabstwa jest Jacksonville.

## Geografia
Według spisu hrabstwo zajmuje powierzchnię 1482 km², z czego 1473 km² stanowią lądy, a 9 km² (0,61%) wody.

### Sąsiednie hrabstwa
- Hrabstwo Cass – północ
- Hrabstwo Sangamon – wschód
- Hrabstwo Macoupin – południowy wschód

Stan Illinois na mapie USA

- Hrabstwo Greene – południe
- Hrabstwo Pike – zachód
- Hrabstwo Scott – zachód
- Hrabstwo Brown – północny zachód

## Historia
Hrabstwo Monroe powstało w 1823 roku z terenów dwóch hrabstw: Greene i Sanganin. Swoją nazwę obrało na cześć generała Daniela Morgana, który pokonał Brytyjczyków w bitwie pod Cowpens w wojnie o niepodległość Stanów Zjednoczonych, 17 stycznia 1781.
Obszar hrabstwa był pierwotnie częścią Hrabstwa Madison, które zostało utworzone w 1812, zanim powstał stan Illinois. Dzisiejsze hrabstwa Cass i Scott, były wcześniej częścią hrabstwa Morgana, do roku 1837 i 1839. Granica z hrabstwem Cass została utworzona w 1845 roku.
Pierwsi osadnicy zaczęli przybywać do Morgana około 1818 roku. W 1825 roku zostało złożone miasto Jacksonville. Jego nazwa pochodzi od nazwiska generała Andrew Jacksona i została nadana w 1867 roku.

## Edukacja
W 1829 roku został założony, przez Johna Ellisa i grupę prezbiteriańskich misjonarzy zwanych " Yale band ", College Illinois.
Pierwszy budynkiem szkoły był Beecher Hall, wzniesiony w 1829 roku. Swoją nazwę zawdzięcza Edwardowi Beecher, pierwszemu prezydentowi college'u i bratu Harriet Beecher Stowe. Budynek ten stoi do dzisiaj.
College Illinois przyznał pierwszy tytuł bakałarza w 1835 roku.
W 1846 roku został założony Żeńska Akademia, zwana obecnie College MacMurray. Fundatorem szkoły było duchowieństwo metodystyczne z Peterem Cartwright na czele. W 1931 roku szkoła zaadaptowała aktualną nazwę na cześć senatora James E. MacMurray. W 1955 szkoła stała się koedukacyjna.

## Instytucje
W hrabstwie swoje siedziby mają trzy państwowe instytucje zajmujące się osobami specjalnej troski:
- Szkoła dla głuchoniemych – powstała w 1839 roku a pierwsze lekcje rozpoczęły się w 1845 roku.
- Szkoła dla niewidomych – powstała w 1847 roku jako szkoła prywatna a rok później została szkołą państwową
- Centrum zdrowia umysłowego i rozwoju w Jacksonville -statut autoryzowany przez państwo otrzymało w marcu 1847 roku, dwa lata po reformach więziennictwa i opieki nad umysłowo chorymi wprowadzonymi przez Dorothei Dix

## Demografia
Według spisu z 2000 roku hrabstwo zamieszkuje 36 616 osób, które tworzą 14 039 gospodarstw domowych oraz 9251 rodzin. Gęstość zaludnienia wynosi 25 osób/km². Na terenie hrabstwa jest 15 291 budynków mieszkalnych o częstości występowania wynoszącej 10 budynków/km². Hrabstwo zamieszkuje 92,34% ludności białej, 5,36% ludności czarnej, 0,18% rdzennych mieszkańców Ameryki, 0,46% Azjatów,0,01% mieszkańców Pacyfiku, 0,70% ludności innej rasy oraz 0,95% ludności wywodzącej się z dwóch lub więcej ras, 1,35% ludności to Hiszpanie, Latynosi lub inni.
W hrabstwie znajduje się 14 039 gospodarstw domowych, w których 30,00% stanowią dzieci poniżej 18. roku życia mieszkający z rodzicami, 52,70% małżeństwa mieszkające wspólnie, 10,00% stanowią samotne matki oraz 34,10% to osoby nie posiadające rodziny. 29,30% wszystkich gospodarstw domowych składa się z jednej osoby oraz 13,10% żyje samotnie i ma powyżej 65. roku życia. Średnia wielkość gospodarstwa domowego wynosi 2,37 osoby, a rodziny 2,92 osoby.
Przedział wiekowy populacji hrabstwa kształtuje się następująco: 22,80% osób poniżej 18. roku życia, 11,10% pomiędzy 18. a 24. rokiem życia, 27,20% pomiędzy 25. a 44. rokiem życia, 23,30% pomiędzy 45. a 64. rokiem życia oraz 15,60% osób powyżej 65. roku życia. Średni wiek populacji wynosi 38 lat. Na każde 100 kobiet przypada 98,60 mężczyzn. Na każde 100 kobiet powyżej 18. roku życia przypada 97,00 mężczyzn.
Średni dochód dla gospodarstwa domowego wynosi 36 933 USD, a dla rodziny 46 040 dolarów. Mężczyźni osiągają średni dochód w wysokości 31 218 dolarów, a kobiety 23 174 dolarów. Średni dochód na osobę w hrabstwie wynosi 18 205 dolarów. Około 6,00% rodzin oraz 9,70% ludności żyje poniżej minimum socjalnego, z tego 10,60% poniżej 18. roku życia oraz 8,30% powyżej 65. roku życia.

## Miasta
- Jacksonville
- Waverly

## Wioski
- Chapin
- Concord
- Franklin
- Lynnville
- Meredosia
- Murrayville
- South Jacksonville
- Woodson